# Mikulińce
Mikulińce (ukr. Мику́линці / Mykułynci) – osiedle typu miejskiego w rejonie tarnopolskim obwodu tarnopolskiego, 18 km na południe od Tarnopola i 13 km na północny zachód od Trembowli, nad rzeką Seret na Podolu na Ukrainie. Mikulińcom administracyjnie podlegają także: Wola (do 1939 r. Wola Mazowiecka), Konopkówka i Krzywki (odpowiednio ukr. Воля, Конопківка, Кривки). W okolicy znajduje się stacja kolejowa Mikulińce-Strusów, na linii z Tarnopola do Kopyczyniec.

## Historia

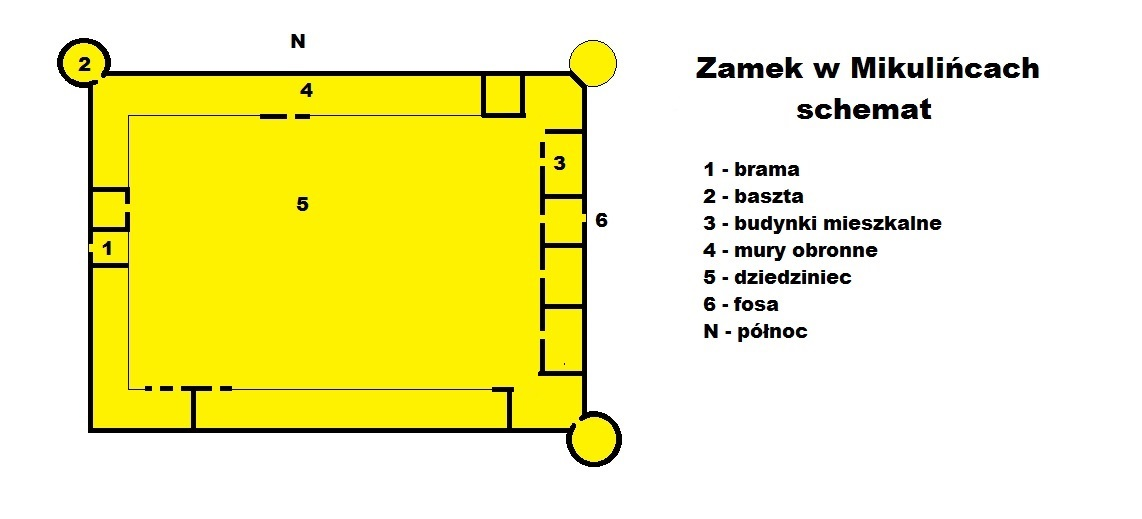
Zamek w Mikulińcach. Schemat

Gród Mikulin wymieniany był w źródłach już w 1084 roku. Po najazdach tatarskich w połowie XIII w. osada upadła, a na jej miejscu powstała wieś Mikulińce.
W 1349 roku Kazimierz Wielki przyłączył miejscowość do Polski, w 1370 znalazła się przejściowo pod panowaniem Węgier, ale już w 1387 roku Jadwiga Andegaweńska przywróciła Mikulińce Koronie Polskiej, w której pozostawały aż do 1772 r. (I rozbiór).
Pierwsze wzmianki o browarze w miejscowości pochodzą z 1457 roku.
Właścicielem miasteczka był Krzysztof Strzemeski.
Aleksander Walewski, miecznik sieradzki, 1 maja 1723 sprzedał wielu posiadłości, m.in. klucz mikuliniecki, ks. Jerzemu Aleksandrowi Lubomirskiemu. Poprzednimi właścicielami Mikuliniec byli synowie Marianny z Koniecpolskich Walewskiej, wojewodzianki parnawskiej, oraz jej męża Zygmunta, kasztelana rozpirskiego, prawne sukcessorowie Jana Aleksandra Koniecpolskiego.
16 grudnia 1758 król August III potwierdził prawa miejskie, których później austriackie władze zaborcze nie podtrzymały.
Po I rozbiorze Polski w 1772 roku Mikulińce trafiły pod zabór austriacki.
W 1840 roku hrabia Mieczysław Rey uruchomił browar.
Dokumentalna wzmianka o browarze w Mikulińcach znajduje się w szóstym tomie Słownika Geograficznego Królestwa Polskiego, wydanym w 1885 roku w Warszawie. W innym dokumencie ,,Mówca Tarnopolskiego Związku Naukowego" z 1895 roku stwierdzono, że w okręgu tarnopolskim istniały trzy browary: we wsi Biała, w Tarnopolu i Mikulińcach. Wśród listy rzemieślników z miasta jest wspomniany właściciel browaru. Z ,,Podręcznika królestwa przemysłowego i handlowego Galicji" z 1906 r. dowiadujemy się o jego nazwisku - hrabia Mieczysław Rey. Lokalne piwo browarnicze było obowiązkowym napojem podczas lunchów, wieczorów i przyjęć dla lokalnej szlachty oraz gości.
W 1903 roku w mikulinieckiej twierdzy wybuchł pożar, wskutek którego ucierpiał także browar, dlatego w następnych latach następuje jego rekonstrukcja.
Na przełomie XIX i XX wieku około połowy – z 4 tysięcy mieszkańców – stanowili Żydzi, resztę głównie Polacy i w mniejszej ilości również Ukraińcy, a ponadto także Niemcy czy Ormianie.
W listopadzie 1918 Mikulińce znalazły się na obszarze proklamowanej przez Ukraińców Zachodnioukraińskiej Republiki Ludowej. 27.11.1918 roku podczas wojny polsko-ukraińskiej doszło tu do przegranej przez polski oddział pułkownika Czesława Rybińskiego bitwy. W latach 1920–1939 miasto w powiecie tarnopolskim, województwo tarnopolskie. Liczba ludności spadła, miejscowość miała charakter letniskowy. W ramach reformy administracyjnej 1.08.1934 utworzono Gminę Mikulińce. Po agresji ZSRR na Polskę – obszar ten włączono do Ukraińskiej SRR i pozostawał pod okupacją sowiecką aż do 1941, czyli do momentu rozpoczęcia wojny Niemiec przeciwko ZSRR, po tym czasie aż do 1944 Mikulińce znajdowały się pod okupacją niemiecką. 
5 lipca 1941 Ukraińcy urządzili tutaj pogrom zabijając 12 Żydów. Ponadto wiele osób zostało pobitych i ograbionych. 6 lipca 1941 rozstrzelano 18 Żydów pod pretekstem rzekomej współpracy z władzą sowiecką. W roku 1942 Niemcy wywieźli miejscowych Żydów do obozów zagłady. Po zakończeniu wojny władze radzieckie wysiedliły większość ludności polskiej na Dolny i Górny Śląsk, a miejscowość włączono w granice Związku Radzieckiego, w którym pozostawały już do jego upadku.
Podczas okupacji pozbawione praw miejskich i włączone do wiejskiej gminy Mikulińce.
Od 1991 roku Mikulińce są częścią państwa ukraińskiego.
Do 2020 w rejonie trembowelskim.

## Zabytki
- ruiny zamku[12] z XVI w. Kiedy przywileje miastu na prawie magdeburskim nadawał w 1595 r. król Zygmunt III, w Mikulińcach istniał już zamek obronny wzniesiony przez Annę z Sieniawskich Jordanową. Potem na tej ziemi panowały słynne polskie rody – Koniecpolskich, Sieniawskich, Lubomirskich, Mniszchów, Konopków, Rejów[13]
- odrestaurowany barokowy kościół pw. Trójcy Przenajświętszej z 1779 roku wybudowany i uposażony przez Ludwikę z Mniszchów Potocką, będąca wdową po hetmanie wielkim koronnym – Józefie Potockim. Po upadku ZSRR zwrócony rzymskokatolickiej Archidiecezji Lwowskiej
- pałac, dawniej Konopków i Reyów, mieści obecnie sanatorium
- na przykościelnym cmentarzu zachowały się stare polskie nagrobki.

## Ludzie związani z miastem
- Jan Misiewicz – polski mieszkaniec Mikuliniec, który w latach 1941–1944 ukrywał 13 Żydów (uznany w 1976 roku za Sprawiedliwego wśród Narodów Świata)[14]
- Edward Tabaczkowski – polski ksiądz katolicki
- Marcin Twardowski – „snycerz mikuliniecki”
- Marija Żylinska i Hryńko Bondażuk – ukraińskie rodzeństwo, które w latach 1943–1944 ukrywało w Mikulińcach Żydówkę Bronię Gewurz (Sprawiedliwi wśród Narodów Świata od 2012 roku)[15][16][17]

Osoby urodzone w Mikulińcach
- Karol Hukan (1888-1958) – polski rzeźbiarz
- Czesław Krzyszowski (1922–2007) – polski doktor inżynier, żołnierz AK, generał dywizji Ludowego Wojska Polskiego
- Janusz Morgenstern (1922-2011) – polski reżyser i producent filmowy
- Bronisław Szczyradłowski (1887-1940) – ppłk WP, kawaler Orderu Virtuti Militari, prawnik, ofiara zbrodni katyńskiej

## Miasta partnerskie
- Sędziszów[18]